# Klieren van Moll
De klieren van Moll (Latijn: glandulae ciliares conjunctivales) zijn kleine, gemodificeerde apocriene zweetklieren bij de ooglidrand, die uitmonden in de haarzakjes van wimpers. De klieren zijn vernoemd naar de Nederlandse oogarts Jacob Antonius Moll (1832-1914), die de klieren in zijn Bijdragen tot de Anatomie en Physiologie der oogleden beschreef. Hij was echter niet de ontdekker van de kliertjes.
Een ontsteking van een kliertje van Moll wordt, net als de ontsteking van een kliertje van Zeis, een hordeolum externum genoemd. Verder kan cystevorming optreden, waarbij zogenaamde hydrocystomen, heldere blaasjes van verschillende grootte, ontstaan, die met kapsel en al verwijderd moeten worden. Dit soort cysten staat ook wel bekend als de Cyste van Moll.